# الانتخابات العامة في شرق الأردن 1937
أُجريت انتخابات عامة في شرق الأردن في 16 أكتوبر 1937.

## النظام الانتخابي
نص القانون الأساسي لعام 1928 على إنشاء مجلس تشريعي أحادي. شمل المجلس الأعضاء الستة عشر المنتخبين ومجلس الوزراء المكون من ستة أعضاء، من بينهم رئيس الوزراء. حدّدت مدة ولاية المجلس بثلاث سنوات. 

## نتائج الانتخابات
الأعضاء الستة عشر المنتخبون هم:
 

### الانتخابات الفرعية
بعد تعيين اثنين من أعضاء المجلس حاكمين إداريين عام 1941، أصبح من الضروري إجراء انتخابات فرعية. فقد غادر عبد الله الكليب المجلس بعد تعيينه محافظًا في 2 أغسطس. في الانتخابات الفرعية اللاحقة، انتخب محمد السعد. في 6 سبتمبر عُيّن شوكت حميد أيضاً محافظاً، فانتخب عمر حكمت ليحل محله.

## ما بعد الانتخابات
شكّلت خمس حكومات خلال فترة المجلس التشريعي، الذي مدّدت ولايته لمدة عامين حتى عام 1942.
- الحكومة الأولى - استمرت في السلطة حتى 28 سبتمبر 1938
  - برئاسة إبراهيم هاشم، وضّمت عودة القسوس وسعيد المفتي وشكري شعشاعة وهاشم خير وقاسم الهنداوي.
- الحكومة الثانية (28 سبتمبر 1938 إلى 6 أغسطس 1939)
  - برئاسة توفيق أبو الهدى وضمت هاشم خير، أحمد علوي السقاف، عبد الله الحمود، خلف التل، نقولا غنما.
- الحكومة الثالثة (6 أغسطس 1939 إلى 24 سبتمبر 1940)
  - برئاسة توفيق أبو الهدى وضمت أحمد علوي السقاف، نقولا غنما، رشيد المدفعي، عبد الله النمر، علي الكايد. [1]
- الحكومة الرابعة (25 سبتمبر 1940 إلى 27 يوليو 1941)
  - برئاسة توفيق أبو الهدى وضمت عمر حكمت، شكري شعشاعة، أحمد علوي السقاف، نقولا غنما، علي الكايد. [1]
- الحكومة الخامسة (29 يوليو 1941 إلى 18 مايو 1943)
  - برئاسة توفيق أبواالهدى وضمت أحمد علوي السقاف، نقولا غنما، عبد المهدي الشمايلة، سمير الرفاعي، [[عبد الله كليب الشريدة. [1]